# Nora Eddington
Nora Eddington (25 de febrero de 1924 - 10 de abril de 2001) fue una actriz estadounidense y socialité. Fue la segunda mujer del actor Errol Flynn. Eddington apareció en varias películas interpretando papeles menores.

## Vida personal
Nacida en Chicago, Illinois en 1924, era hija de Jack Eddington de la oficina del Sheriff del Condado del Los Ángeles. Nora Eddington tenía 19 años cuándo  conoció a Errol Flynn en febrero de 1943; por aquel momento, trabajaba en el palacio de justicia donde tenía lugar el juicio por estupro de Flynn.  Flynn fue absuelto y se casaron en 1944 en México. Su hija, Deirdre, nació el 10 de enero de 1945. Para cuando nació su segunda hija, Rory, en marzo de 1947, su matrimonio ya estaba acabado. La pareja se divorció en 1949, pero de manera bastante amigable.
Poco después del divorcio se casó con el cantante Dick Haymes, el 17 de julio de 1949. Ella y Haymes habían tenido una aventura antes por algún tiempo, un hecho que se convirtió en público por las columnas de cotilleos. Su matrimonio con Haymes duró cuatro años. Después de divorciarse de Haymes se casó con Richard Black, un matrimonio qué duró casi por el resto de su vida; tuvieron un hijo llamado Kevin, que murió de leucemia con 10 años. Richard y Nora Black se divorciaron en algún momento antes de su muerte.

### Muerte
Nora Eddington murió en 2001, a la edad de 77 años, después de una larga batalla con la insuficiencia renal, en el hospital Cedars Sinai, en Los Ángeles. Fue enterrada en el cementerio Westwood Village Memorial Park junto a su hijo Kevin.

## Carrera como actriz

### Filmografía
Esta es sólo una lista parcial. Protagonizó unas pocas películas, en papeles mayoritariamente obtenidos a través de su conexión con Errol Flynn.
- El burlador de Castilla (1948).
- Cruise of the Zaca (1952).